# Tarnawka (powiat krośnieński)
Tarnawka – nieistniejąca wieś w Polsce, położona w województwie podkarpackim, w powiecie krośnieńskim, w gminie Rymanów.
Pod koniec XIX wieku właścicielką tabularną dóbr we wsi była hr. Anna Potocka. W 1911 właścicielem tabularnym był Józef Mikołaj Potocki, posiadający 113 ha.